# Okręgowe rozgrywki w piłce nożnej woj. białostockiego (1947)
13. Edycja okręgowych rozgrywek w piłce nożnej województwa białostockiego

Okręgowe rozgrywki w piłce nożnej województwa białostockiego prowadzone są przez Białostocki Okręgowy Związek Piłki Nożnej, rozgrywane są w dwóch ligach, najwyższym poziomem jest klasa A, a następnie klasa B w dwóch grupach. Sformowana była także klasa C, ale nie rozpoczęła rozgrywek. 

Mistrzostwo Okręgu zdobył WKS Mazur Ełk. WKS Mazur (Wojskowy Klub Sportowy) to nie jest ta sama drużyna co późniejszy Mazur Ełk, którego protoplastą był KKS Ełk (Kolejowy Klub Sportowy)

Drużyny z województwa białostockiego występujące w centralnych i makroregionalnych poziomach rozgrywkowych:
- Mistrzostwa Polski - Motor Białystok

| Rozgrywki | Poziomy rozgrywkowe w sezonie 1946 | Poziomy rozgrywkowe w sezonie 1946 | Poziomy rozgrywkowe w sezonie 1946 |                    |
| --------- | ---------------------------------- | ---------------------------------- | ---------------------------------- | ------------------ |
| Centralne | I poziom ligowy                    | Mistrzostwa Polski                 | Mistrzostwa Polski                 | Mistrzostwa Polski |
| Okręgowe  | II poziom ligowy                   | Klasa A                            | Klasa A                            | Klasa A            |
| Okręgowe  | III poziom ligowy                  | Klasa B - gr.I                     | Klasa B - gr.II                    |                    |

## Klasa A - II poziom rozgrywkowy
| Poz. | Drużyna               | M | Z | R | P | Bramki | Punkty |
| ---- | --------------------- | - | - | - | - | ------ | ------ |
| 1    | WKS Mazur Ełk         | 8 | 7 | 0 | 1 | 27-11  | 14     |
| 2    | WKS Suwałki           | 8 | 5 | 0 | 3 | 20-21  | 10     |
| 3    | KS ZMW Wici Białystok | 8 | 3 | 1 | 4 | 14-18  | 7      |
| 4    | WKS Piechur Białystok | 8 | 3 | 0 | 5 | 29-31  | 6      |
| 5    | KKS Ełk               | 8 | 1 | 1 | 6 | 15-24  | 3      |
| 6    | OMTUR Łomża           |   |   |   |   |        |        |

- OMTUR Łomża wycofał się w trakcie rozgrywek, wyniki zostały anulowane.
- Zmiana nazwy Kolejarz na KKS Ełk (Kolejowy Klub Sportowy).

Eliminacje do II ligi
| Poz. | Drużyna         | M | Z | R | P | Bramki | Punkty |
| ---- | --------------- | - | - | - | - | ------ | ------ |
| 1    | Legia Warszawa  | 6 |   |   |   | 47-1   | 12     |
| 2    | Piechur Siedlce | 6 |   |   |   | 10-22  | 6      |
| 3    | Sokół Ostróda   | 6 |   |   |   | 11-23  | 4      |
| 4    | WKS Mazur Ełk   | 6 |   |   |   | 7-29   | 2      |

## Klasa B - III poziom rozgrywkowy
Grupa I

| Poz. | Drużyna              | M | Z | R | P | Bramki | Punkty |
| ---- | -------------------- | - | - | - | - | ------ | ------ |
| 1    | Zryw Suwałki         |   |   |   |   |        |        |
| ?    | WKS Artylerzysta Ełk |   |   |   |   |        |        |
| ?    | b.d.                 |   |   |   |   |        |        |
| ?    | b.d.                 |   |   |   |   |        |        |

Brak pełnej tabeli i wyników. Wiadomo, że żadna z drużyn występujących w grupie nie awansowała.

Grupa II

Brak wyników, awansowała drużyna OMTUR Hajnówka.
| Poz. | Drużyna         | M | Z | R | P | Bramki | Punkty |
| ---- | --------------- | - | - | - | - | ------ | ------ |
| 1    | OMTUR Hajnówka  |   |   |   |   |        |        |
| ?    | ZZK Białystok   |   |   |   |   |        |        |
| ?    | Sokół Sokółka   |   |   |   |   |        |        |
| ?    | Iskra Białystok |   |   |   |   |        |        |

- Brak pełnej tabeli i pozycji drużyn. Wiadomo, że OMTUR Hajnówka wygrał baraże i awansował do klasy A.
- ZZK Białystok, Sokół Sokółka oraz Iskra Białystok zostały wycofane lub zdegradowane. Nie występują w rozgrywkach B klasy w następnym sezonie.

Mecz barażowy o klasę A
- Mecz wygrał OMTUR Hajnówka.

## Klasa C
Klasa C (2 grupy) nie wystartowała. Drużyny, które miały wystąpić w rozgrywkach C klasy: Supraślanka Supraśl, WKS Tempo Białystok.